# Flasza
Flasza (663 m n.p.m.) – szczyt w województwie małopolskim, w powiecie gorlickim, w gminie Ropa, położony w zachodniej części Beskidu Niskiego, nad wsią Klimkówka.
Szlaki piesze
- Chełm (780 m n.p.m.) – Wawrzka – Flasza – Homola (712 m n.p.m.) – Bordiów Wierch (755 m n.p.m.)
- Flasza – Klimkówka (zapora)